# Vivo
Vivo (tiếng Trung: 维沃移动通信有限公司; bính âm: Wéi wò yídòng tōngxìn yǒuxiàn gōngsī, Hán Việt: Duy Ốc Di động Thông tín Hữu hạn Công ty) là một công ty Trung Quốc chuyên thiết kế, phát triển và sản xuất điện thoại thông minh Android, phụ kiện điện thoại thông minh, phần mềm và dịch vụ trực tuyến. Vivo được thành lập năm 2009 tại Đông Hoản, Quảng Đông, và là công ty con của tập đoàn BBK Electronics. Những phần mềm được công ty phát triển gồm Vivo App Store, iManager và hệ điều hành Funtouch OS (một tùy biến hệ điều hành dựa trên hệ điều hành Android.).
Theo thống kê mới nhất cuối năm 2019, Vivo đã vượt mặt Samsung trở thành hãng điện thoại lớn nhất thị trường Ấn Độ. Tháng 9/2019, Vivo đạt 5,4% thị phần tại Việt Nam.
Theo báo cáo của IDC, trong quý 3/2019, Vivo là thương hiệu dẫn đầu thị trường điện thoại 5G bán ra ở Trung Quốc với 54,3% thị phần, vượt xa so với các đối thủ cùng ngành. Điều này cũng đồng nghĩa với việc cứ mỗi 2 chiếc điện thoại 5G bán ra thì có 1 chiếc là của Vivo.

## Sản phẩm
Thành lập từ 2009, nhưng đến năm 2012, chiếc smartphone đầu tiên của Vivo mới ra đời – Vivo X1.
Giống như OPPO, smartphone Vivo chia sẻ chung các mẫu thiết kế, cấu hình, công nghệ sạc nhanh Super VOOC, vân tay dưới màn hình. Vivo tập trung chủ yếu ở phân khúc điện thoại tầm trung và giá rẻ, với dòng Y series và V series chủ lực.
Hiện nay hãng sở hữu các dòng điện thoại:
- Vivo APEXTM (dòng sản phẩm concept với những công nghệ cao cấp)
- NEX-series
- Y-series
- V-series
- Vivo S-series (dòng sản phẩm tầm trung mới của Vivo)
- Vivo U-series (dòng smartphone giá rẻ với thời lượng pin khủng) [9]
- Vivo X-series (dòng sản phẩm cận cao cấp/cao cấp).

## Tiếp thị
Vào tháng 6 năm 2017, Vivo đã đạt được thỏa thuận tài trợ với FIFA để trở thành thương hiệu điện thoại thông minh chính thức của FIFA World Cup 2018, và là đại sứ thương hiệu của World Cup 2022. Công ty cũng đã ký thỏa thuận với UEFA với tư cách là đối tác chính thức của UEFA Euro 2020 và UEFA Euro 2024, và trở thành nhà tài trợ chính cho Pro Kabaddi của Ấn Độ.

## Tài trợ cho các cuộc thi
Vivo là nhà tài trợ chính thức của Liên Hoan Tiếng Hát Hoa Phượng Đỏ Toàn Quốc từ năm 2020 do đài truyền hình Việt Nam tổ chức.

## Đại sứ thương hiệu tại Việt Nam
- Cầu thủ Quang Hải (quảng bá cho dòng sản phẩm Vivo V15 năm 2018),[11]
- MC Trấn Thành (Vivo V3/V3 Max năm 2016),
- Ca sĩ Minh Hằng (quảng cáo dòng sản phẩm Vivo V7)
- Ca sĩ Noo Phước Thịnh (quảng cáo dòng sản phẩm Vivo S1 2019).
- Diễn viên Ninh Dương Lan Ngọc (quảng cáo dòng sản phẩm Vivo V23 5G, V23e)

## Model
| Model    | Model                         | Model                            |
| -------- | ----------------------------- | -------------------------------- |
| Vivo X50 | www.vivo.com/vn/products/x50/ | 02:16:25, 31 tháng 3, 2021 (ICT) |